# Raseiniai
Raseiniai (in samogitico Raseinē; in polacco Rosienie) è una città della Lituania, situata nella contea di Kaunas. Essa è inoltre il capoluogo del comune distrettuale di Raseiniai.